# Владиня
Влади́ня (болг. Владиня) — село в Ловецькій області Болгарії. Входить до складу общини Ловеч.

## Населення
За даними перепису населення 2011 року у селі проживали 333 особи.
Національний склад населення села:
| Національність   | Кількість осіб | Відсоток |
| ---------------- | -------------- | -------- |
| болгари          | 304            | 91,8%    |
| турки            | 26             | 7,9%     |
| інша             | 0              | 0%       |
| Всього відповіли | 331            |          |

Розподіл населення за віком у 2011 році:
Динаміка населення: